# Мира Николић
Мира Николић (Београд, 2. јул 1935 — Београд, 25. април 2005) била је српска филмска и позоришна глумица.

## Биографија
Са тринаест година наступа у филму ”Барба Зване” (1949) режисера и глумца Вјекослава Афрића. Већ на другој години позоришне академије, загребачки Јадран филм ју је ангажовао за главну улогу у филму ”Није било узалуд”, са Борисом Бузанчићем. Постигла је велики успех. Одмах после завршене позоришне академије отишла је у Загреб (у Јадран филм и  Хрватско народно казалиште) и провела је тамо седам стваралачких година, снимајући филм за филмом (око 20 главних улога) те играјући у позоришним представама.
Вративши се у Београд, провела је четири сезоне у Београдском драмском позоришту. Говорила је рекламе на радију, и телевизији својим пријатним гласом, перфектном дикцијом и увек тачним акцентима. Била је водитељ многих значајних културних догађаја у Југославији. На телевизији играла је Жуту са Чкаљом, у серији Дежурна улица. Интензивно је сарађивала са Крсманцем и то јој је био један од најлепших периода у животу.
Нажалост, многе награде су је мимоишле. Добила је награду УНИЦЕФ-а за улогу у Изгубљеној оловци, затим за улогу Дечака у Шварцовом “Змају“ на Међународном позоришном фестивалу у Нансију (представа Академског позоришта Бранко Крсмановић).
Била је права и једина звезда југословенског филма педесетих и почетком шездесетих година. Последње године живота посветила је ћерки Симониди, књигама и гастрономији.
Године 2019. добила је своју улицу у Београду у Остружници.

## Филмографија
| Год.       | Назив                               | Улога              |
| ---------- | ----------------------------------- | ------------------ |
| 1940.-те   |                                     |                    |
| 1949.      | Барба Жване                         |                    |
| 1950.-те   |                                     |                    |
| 1957.      | Није било узалуд                    | Бојка              |
| 1957.      | Наши се путеви разилазе             | Нада               |
| 1957.      | Крвава кошуља                       |                    |
| 1958.      | Х-8                                 | мајка Гордана      |
| 1959.      | Пет минута раја                     | Лизет              |
| 1960.-те   |                                     |                    |
| 1960.      | Дан четрнаести                      | Љиљана             |
| 1960.      | Изгубљена оловка                    | Учитељица          |
| 1963.      | 20000 за трошак                     |                    |
| 1964.      | Пет вечери                          |                    |
| 1964-1966. | Код судије за прекршаје             |                    |
| 1965.      | Довољно је ћутати                   |                    |
| 1967.      | Свечаност на успутној станици       |                    |
| 1967.      | Дежурна улица                       | Жута               |
| 1967.      | Две столице и позадина              |                    |
| 1968.      | Пре истине                          | Проститутка 1      |
| 1970.-те   |                                     |                    |
| 1971.      | Деветнаест дјевојака и један морнар | Нисвета, шпијунка  |
| 1972.      | Волим те Аксаније (ТВ)              |                    |
| 1974.      | Приче о псима                       |                    |
| 1975.      | Крај недеље                         | Загорка, болесница |
| 1977.      | Dark Echoes                         | Гретел             |
| 1979.      | Последња трка                       | Девојка            |
| 1980.-те   |                                     |                    |
| 1980.      | Београдска разгледница 1920         | Претучена жена     |
| 1987.      | Вук Караџић                         | Бабица 4           |